# 金盏花 (爱缪单曲)
《金盏花》（或译万寿菊，日语： Marīgōrudo）是日本创作歌手爱缪的第5张单曲，2018年8月8日发售。

## 简介
距离前作《假如在滿月之夜》发售相隔不到4个月，本作《金盏花》是描述在多变的夏季风光中男女恋爱的场景。B面《为了你》则是从女性视角对男性一心爱慕的情歌。
在6月12日宣布新单曲的同时公开了约50秒的副歌试听版本。
本作的MV由山田智和导演，全程在上海拍摄。MV的场景包括踩着滑板在街头滑行、以及独自一人在房间内唱歌的画面，意图表现“悲伤与爱”这一主题。这是爱缪第一次在国外拍摄MV。
歌曲发售后爱缪在《SUKKIRI》、《CDTV》、《MUSIC STATION》等电视节目中演唱了这首歌。而在年末的《NHK紅白歌合戰》中本作成为爱缪首次出场所表演的歌曲。

## 收录
| 曲序 | 曲目               | 编曲               | 时长 |
| ---- | ------------------ | ------------------ | ---- |
| 1.   | （金盏花）         | 立崎優介、田中祐介 | 5:08 |
| 2.   | （为了你）         | Tomi Yo            | 4:20 |
| 3.   | （金盏花（伴奏）） |                    | 5:06 |

## 反响
《金盏花》在配信开始后首周占据Oricon公信榜单曲下载周榜第12位，第4周随着实体CD发售，以及在电视节目中演出一举上升到第5位。同时Oricon单曲周榜也拿到自身最高初动3536张。
随着爱缪在年末电视节目《MUSIC STATION SUPER LIVE》和《NHK红白歌合战》中演唱了《金盏花》之后，本作的销量及排名再度急速上升。在2019年1月14日付的Billboard JAPAN Hot 100周榜中跃至第3位。在Oricon单曲下载周榜中也上升至第3位，流媒体周榜更超越此前连夺三冠的《今夜就这样》，拿到首个周冠。此后势头一发不可收拾，截至到2019年5月13日付的榜单中，本作已连续18周蝉联Oricon及Billboard JAPAN流媒体周榜冠军。凭借在流媒体及数字下载端的出色表现，发售43周后拿下首个Billboard JAPAN Hot 100周榜冠军。